# Inato
Inato (en griego, Ἴνατος, Ἔινατος) es el nombre de una antigua ciudad griega del sur de Creta, junto al mar.
Aparece documentada en las tablillas micénicas de lineal B bajo la forma wi-na-to.
Esteban de Bizancio menciona el culto a Ilitía en esta ciudad. Es también citada por el geógrafo bizantino del siglo VI Hierocles, en una lista de 22 ciudades de Creta.
Se localiza cerca de la localidad de Tsútsuros, en el municipio de Llanura Minoana.
El culto a Ilitía podría haberse desarrollado en un santuario de una colina cercana, donde se encuentra también una cueva donde las excavaciones han hallado restos de un lugar de adoración durante los periodos minoico, geométrico, griego y romano. Entre los hallazgos del periodo minoico hay un fragmento de un «vaso de serpientes», figurillas masculinas y femeninas, dobles hachas, cabezas de aguja de piedra y cuentas de collar.
Esta cueva no debe confundirse con la cueva de Ilitía que está situada cerca de Amniso, en la parte norte de la isla de Creta.